# Anna Crusafont i Sabater
Anna Crusafont i Sabater (Sabadell, 1937) és una farmacèutica i escriptora catalana.
Es va llicenciar en farmàcia a la Universitat de Barcelona, on també cursà dos anys de Filologia catalana. Va obtenir la titulació de visitadora social, psicòloga a l'Escola de l'Hospital Clínic. Va regentar l'oficina de farmàcia familiar a Sabadell durant més de trenta anys. Des de l'any 2000 ha començat escriure narrativa. És filla del paleontòleg Miquel Crusafont i Pairó i germana de l'historiador Miquel Crusafont i Sabater.
Ha publicat en diferents diaris i revistes de Sabadell i semblances de pintors locals per a catàlegs del Museu d'Art de Sabadell. Ha participat en tallers d'escriptura de l'Ateneu Barcelonès, on va tenir de professora l'escriptora Maria Barbal. Pel que fa a la narrativa, ha publicat Les dones conten (2002), un recull de relats il·lustres d'autores sabadellenques; Venim de fa milions i milions d'anys (2003), conte infantil i juvenil; Fets pols (2004), llibre de relats amb altres escriptors i il·lustradors de Sabadell; Científics lletraferits (2007), un monogràfic de narrativa d'autors ficció amb formació científica publicat per la Universitat de València i tres novel·les: Rellotge d'arena (2007), el pròleg de la qual és de Maria Barbal, Isola Bella (2009) i Quadres d'una exposició (2014), presentada per Maria Barbal.
La novel·la Isola Bella està traduïda al castellà, al portuguès i al grec.

## Obra destacada
- 2002: Les dones conten
- 2003: Venim de fa milions i milions d'anys (2003)
- 2004: Fets pols(amb altres autors)
- 2007: Científics lletraferits, juntament amb Marià Alemany, Sílvia Aymerich, Miquel Barceló, Daniel Closa, Carles M. Cuadras, Martí Domínguez, Xavier Duran, Rosa Fabregat, Jordi Font-Agustí, Teresa Franquesa, Isidre Grau, Amàlia Lafuente, Salvador Macip, Jordi de Manuel, Joan Marcé, Miquel de Palol, Pere Puigdomènech, Carme Torras i Carles Zafon.[7]

- 2007: Rellotge d'arena
- 2009: Isola Bella[8] Traduïda al castellà per Roca editorial (2012); al portuguès (2010) i al grec (2003).
- 2014: Quadres d'una exposició
- 2021: El Ball des estudiants[9][10]